# Ladislav Caha
Ladislav Caha (10. dubna 1918, Radošov – 23. října 1944, mezi obcemi Dobšiná a Rožňava, Slovensko) byl český úředník a voják.

## Biografie
Ladislav Caha se narodil v roce 1918 v Radošově, studoval a odmaturoval na obchodní akademii v Třebíči a v roce 1937 spolu se spolužákem Antonínem Manem nastoupil jako úředník do prodejního oddělení ve společnosti Továreň na papier ve Slavošovcích na Slovensku. Spolu s nimi tam pracoval i jejich spolužák Karel Cejpek. Dne 29. srpna 1944 se přihlásil spolu s přáteli do povstalecké jednotky armády. Z této jednotky se pak stal polní útvar 3. roty s krycím názvem Astra 3. Působila na jižním úseku pohraničí a bránila tak republiku proti německé armádě.
Dne 23. října téhož roku pak při přepadu německé kolony mezi obcemi Dobšiná a Rožňava zemřel, spolu s ním zemřelo celkem 32 vojáků. Pohřben byl ve Slavošovicích a po skončení druhé světové války v roce 1945 byly jeho ostatky převezeny na hřbitov ve Chlumu.
Jeho jméno je uvedeno na památníku ve Slavošovcích a na hrobě na hřbitově ve Chlumu, kde je uvedeno, že zemřel jako oběť Slovenského národního povstání. Obdržel Řád Slovenského národního povstání I. třídy.